# Disney Interactive Studios
Disney Interactive Studios, Inc. — разработчик и издатель видеоигр, как правило, связанных с фильмами, которые выпускает The Walt Disney Company. Основана 15 сентября 1988 года под названием Walt Disney Computer Software, позже была переименована в Disney Interactive, затем в Buena Vista Games и наконец в Disney Interactive Studios. В то же время название Disney Interactive перешло к подразделению концерна, которое получилось из слияния Disney Interactive Media Group и Walt Disney Internet Group. Таким образом, Disney Interactive занимается всеми интерактивными проектами Диснея, в том числе ей принадлежит студия разработки игр — Disney Interactive Studios.

## История
В 1988 году компания Disney обратила внимание на растущий рынок видеоигр. Первые игры производились сторонними разработчиками, использовали существующих персонажей и миры Диснея и не пользовались большим успехом, так как высшее руководство компании не осознавало разницы между кино и компьютерными играми.
После появления в 1993 году нескольких успешных игр по фильмам Диснея («Аладдин» в версиях от Capcom и Virgin Interactive, а также «Король Лев» от Westwood Studios), которые были произведены и изданы сторонними компаниями, в Disney было принято решение сосредоточиться на финансировании игр, издаваемых сторонними издателями.

Кадр из игры The Lion King (игра)

В 1994 году Walt Disney Computer Software была объединена с телевизионным и телекоммуникационным подразделением Disney, итоговая структура получила название Disney Interactive. В 1997 году в Disney Interactive было сокращено двадцать процентов персонала. Основная доля рисков, связанных с разработкой, была таким образом возложена на сторонние издательства.
Бум видеоигр в начале 2000-х привёл к тому, что в 2003 году из Disney Interactive была выделена структура, отвечающая исключительно за разработку игр, в том числе мобильных. Новая компания получила название Buena Vista Games.
В 2005 году Buena Vista Games купила студию Avalance Software в Солт-Лейк-Сити и открыла филиал студии в Ванкувере. В 2006 году была поглощена Climax Racing, а также основана Fall Line Studios в Солт-Лейк-Сити.
В 2007 году Buena Vista Games была переименована в Disney Interactive Studios. В том же году была куплена Junction Point Studios.
В июне 2008 году произошло слияние Disney Interactive Studios и Walt Disney Internet Group. Получившаяся компания была названа Disney Interactive Media Group.
В 2009 году Fall Line Studios была объединена с Avalanche Software, кроме того, были куплены GameStar, китайская компания-разработчик, и «Wideload Games» (Чикаго).
К 2012 компания всё ещё оставалась аутсайдером на рынке крупных игровых издательств. В период с 2008 по 2012 год компания теряла по 200 миллионов долларов ежегодно. В 2011 году были закрыты студии Propaganda Games, Black Rock Studio и Junction Point Studios. В 2013 году Джон Плезантс, возглавлявший компанию с 2010 года, покинул свой пост. В марте 2014 года были уволены 700 сотрудников.